# Cercocarpus intricatus
Cercocarpus intricatus är en rosväxtart som beskrevs av S. Wats.. Cercocarpus intricatus ingår i släktet Cercocarpus och familjen rosväxter. Utöver nominatformen finns också underarten C. i. typicus.

## Bildgalleri

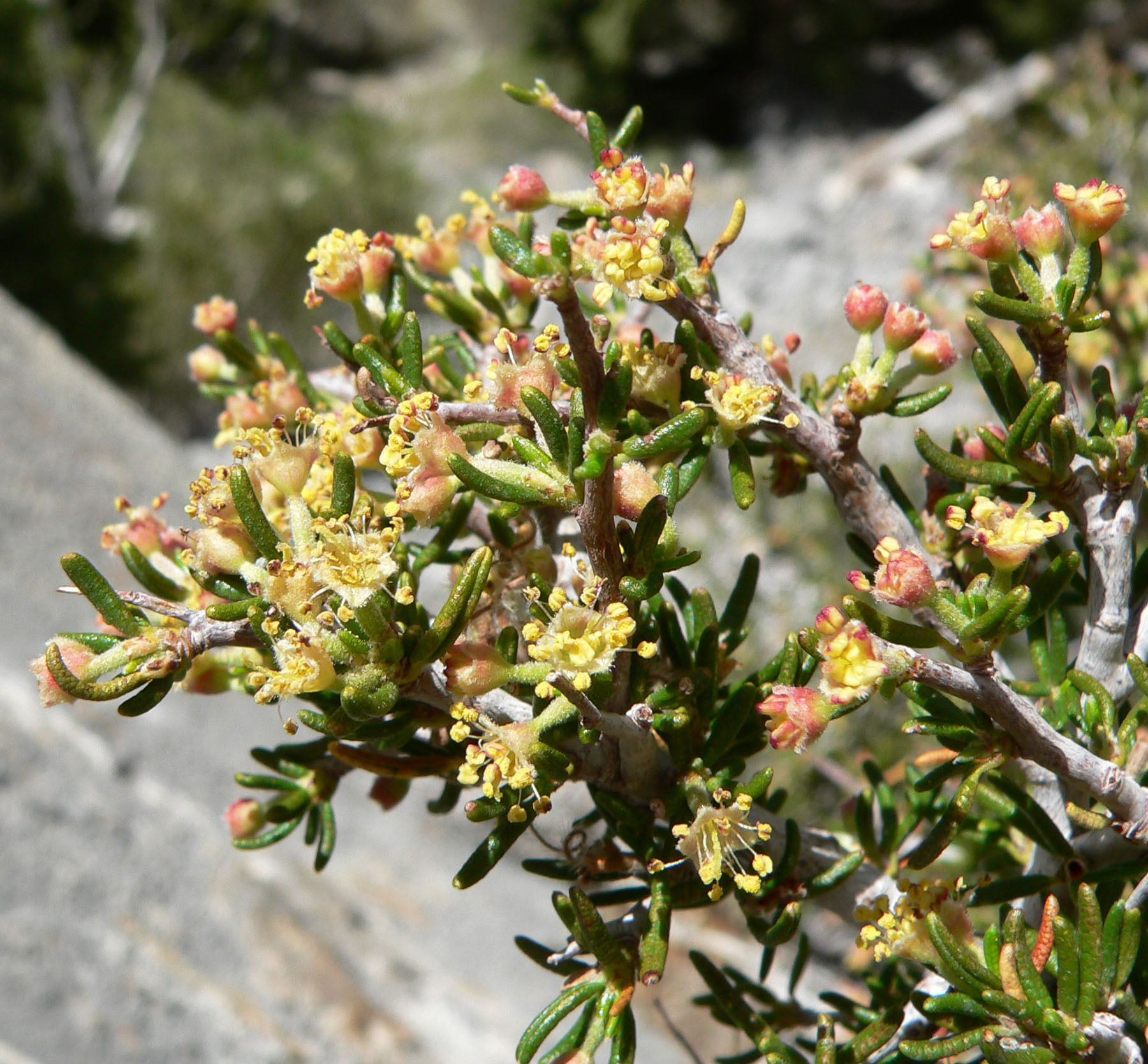
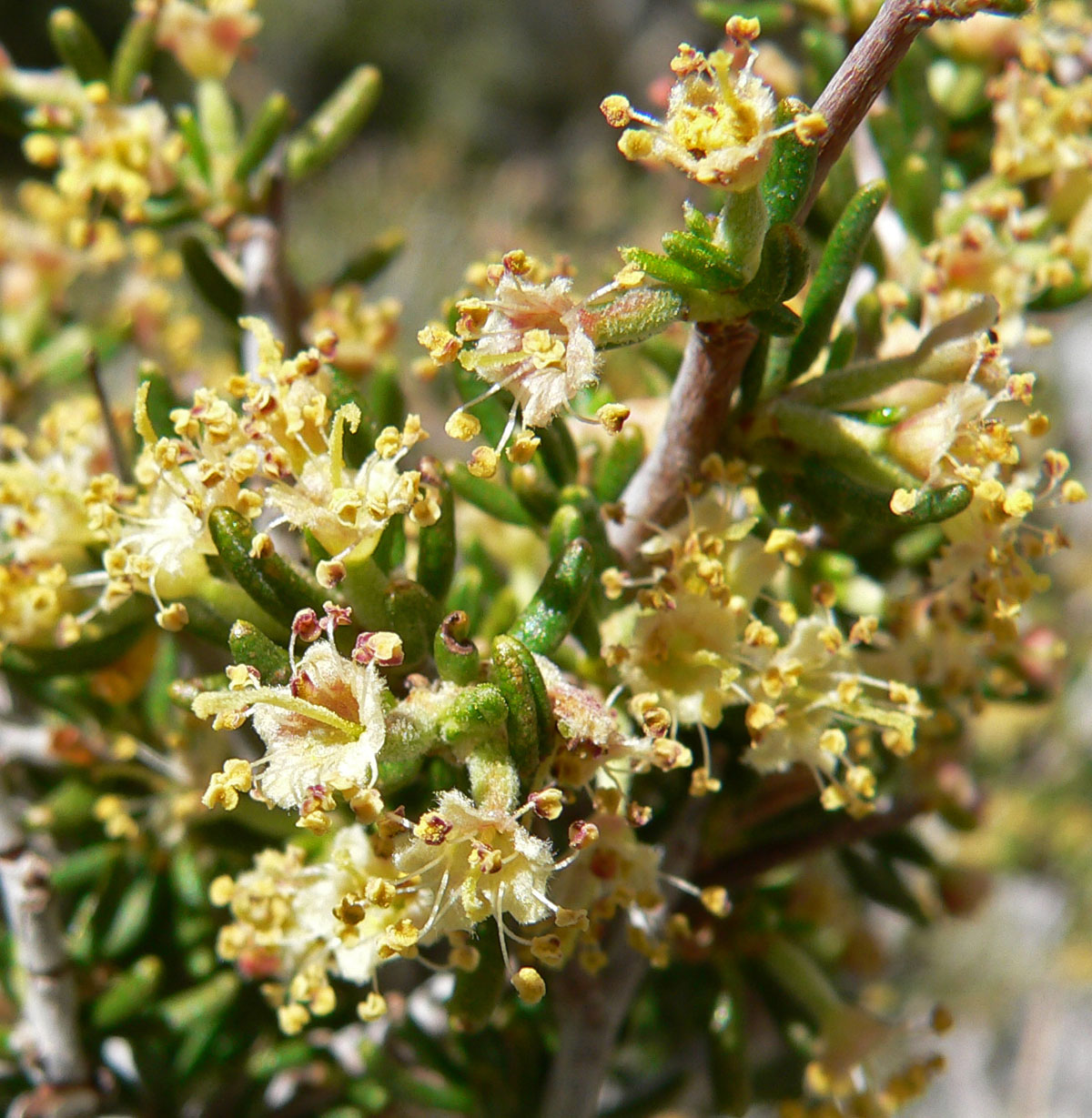
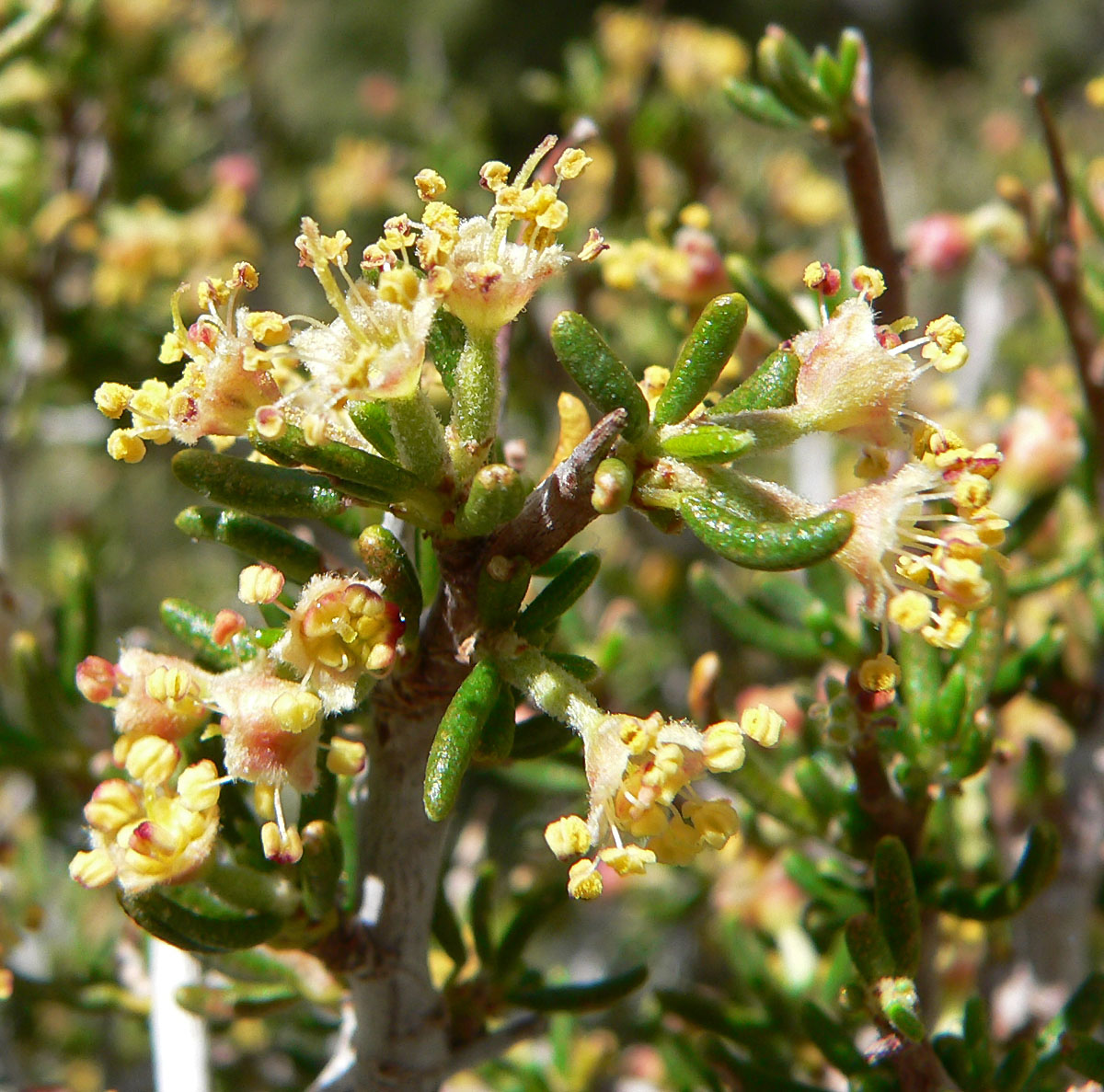
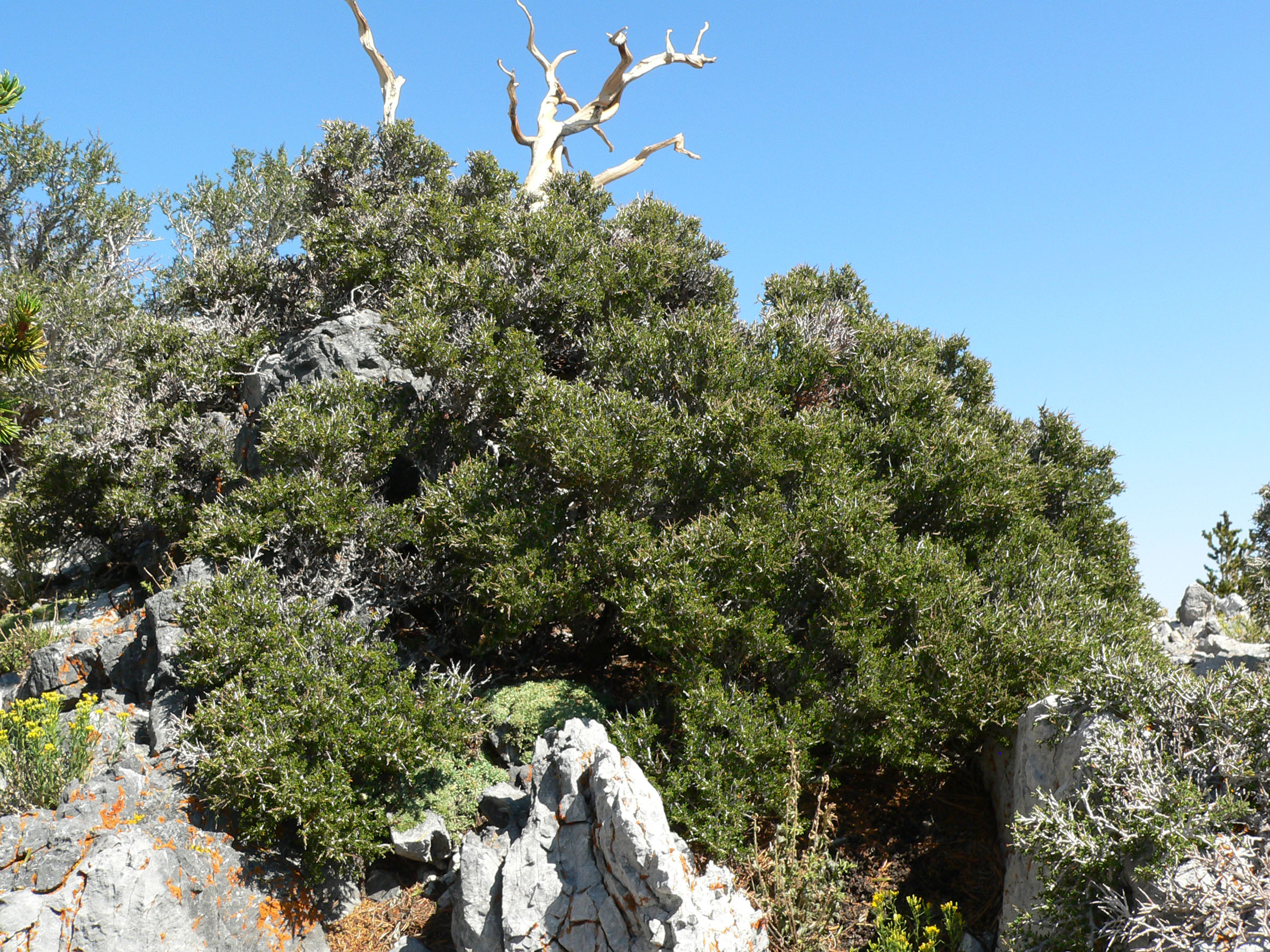
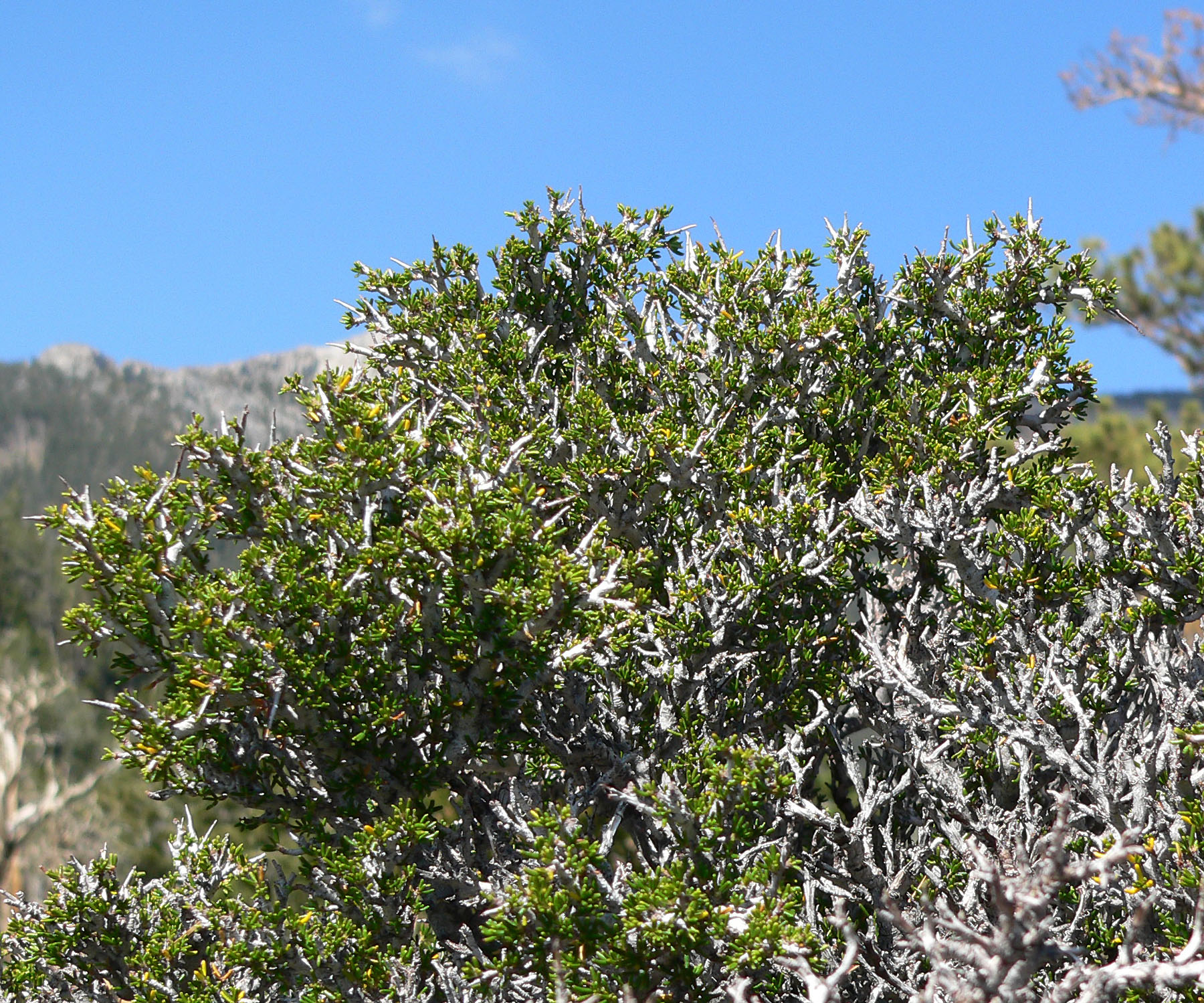
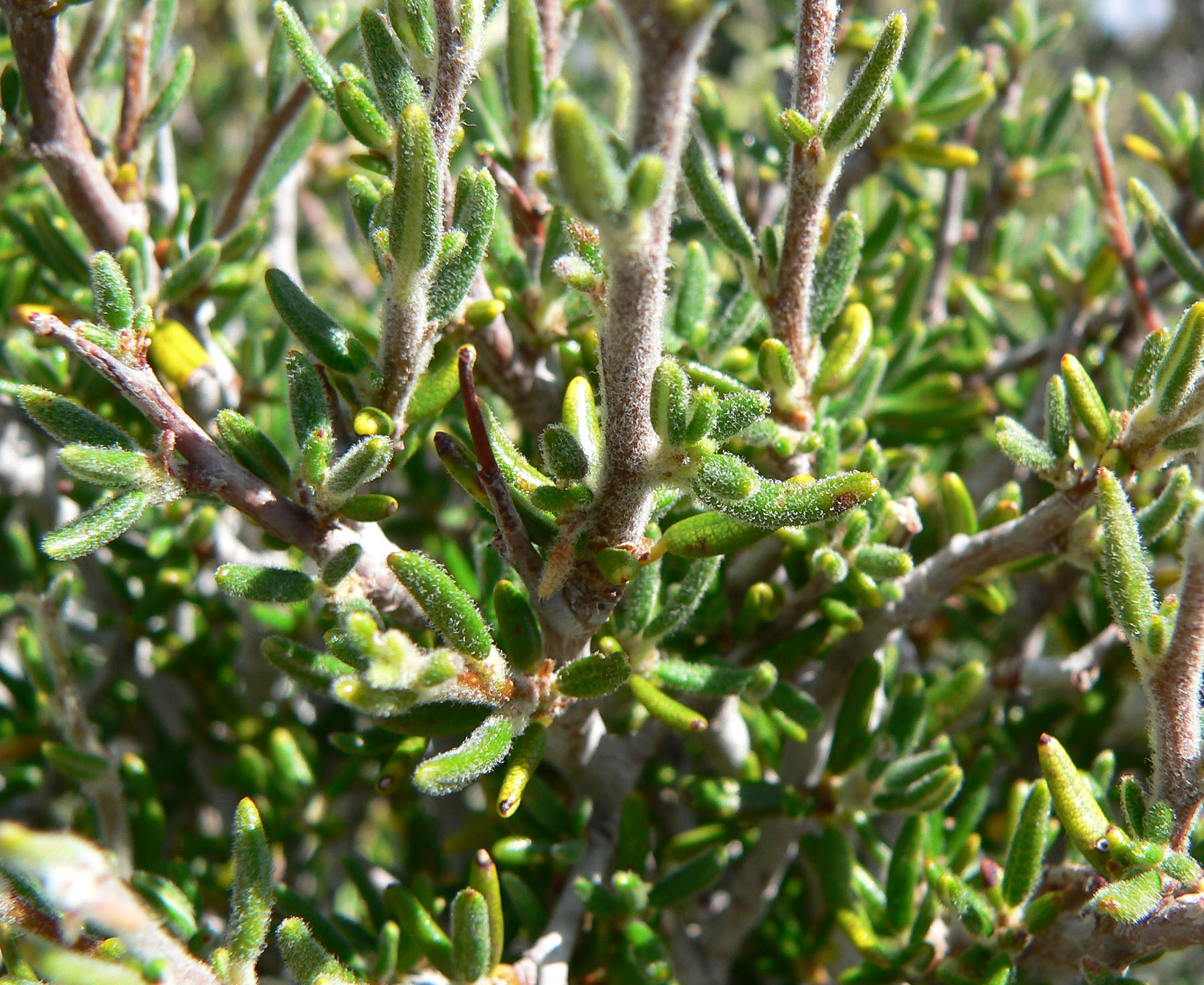